# 알체스테 (글루크)

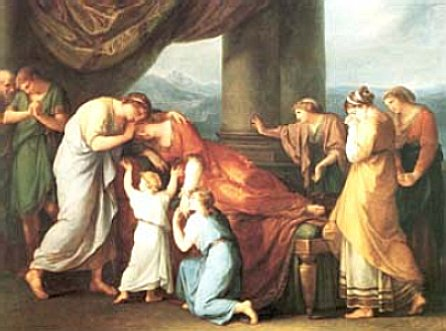
알체스티스의 죽음 by 앙겔리카 카우프만

알체스테(Alceste)는 크리스토프 빌리발트 글루크가 작곡한 3막의 오페라이다. 대본은 라니에리 데 칼자비지가 작성하였다. 초연은 1767년 12월 26일, 오스트리아 빈의 브르크 극장에서 막이 올려졌다.
이 작품은 빈 판본과 파리 판본으로 2개의 판본이 있다. Leblanc du Roullet가 작성한 프랑스어 대본과 함께, 굉장히 많이 수정된 판본이 1776년 4월 23일 파리에서 초연되었다. 오늘날 일반적으로 이 수정된 작품으로 공연하며, 이 수정본이 때로 이탈리아어로 번안되기도 한다. 이 두 판본다 3막으로 구성된다.

## 등장인물
- 파리 판본

아드메트(아드메투스) - 테살리아의 국왕, 테너
알체스테(알체스티스) - 아드메투스의 부인, 소프라노
헤라클레스 - 영웅, 바리톤
에반드레(에반데르) - 왕실 전령관,테너
아폴론(아폴로) - 태양신, 바리톤
타나토스 -죽음의 신, 베이스
사제, 바리톤
전령, 베이스

## 줄거리

### 파리 판본의 줄거리
테살리아의 왕 아드메투스는 아폴로 신의 도움으로 알체스티스를 신부로 맞이한다. 이 둘은 서로를 너무 사랑하고 행복해하지만, 아드메투스는 아프게 되고, 곧 죽게 된다. 신의 신탁에서 누군가 그를 대신하여 자신의 생명을 바치면, 아드메투스는 살아날 수 있게 된다. 알체스테는 남편을 위해 자신의 생명을 내놓으려고 한다. 이를 알게 된 아드메투스는 경악하고, 죽음의 신 앞에서 서로 자신이 죽어야 한다고 간청한다. 알체스티스는 죽음의 문으로 뛰어들지만, 왕이 그 뒤를 뒤쫏아와서 다시 돌아가 줄 것을 애원한다. 다시 죽음의 신 타나토스가 나타나 약속된 대로 알체스티스의 생명을 앗아가려고 한다. 이때 헤라클레스가 나타나 타나토스를 무찌른다. 이들의 사랑과 용기있는 행동에 감동한 아폴로는 두 부부를 살려주고, 헤라클레스에게 불멸성을 보장해준다. 아드메투스와 알체스티스는 다시 테살리아로 돌아간다. 모두의 기쁨의 합창과 무용으로 막을 내린다.